# Tirreno-Adriático 1976
La XI edición de la Tirreno-Adriático se disputó entre el 12 y el 16 de marzo de 1976 con un recorrido de 882 kilómetros con salida en Santa Marinella y llegada a San Benedetto del Tronto. El ganador de la carrera fue el belga Roger de Vlaeminck del Brooklyn. Ésta sería la quinta victoria en esta carrera de De Vlaeminck de las seis que conseguiría de forma consecutiva. 

## Etapas
| Etapa | Fecha       | Recorrido                             | km    | Ganador            | Líder              |
| ----- | ----------- | ------------------------------------- | ----- | ------------------ | ------------------ |
| 1ª    | 12 de marzo | Santa Marinella - Fiuggi Alta         | 197,0 | Giuseppe Perletto  | Giuseppe Perletto  |
| 2ª    | 13 de marzo | Ferentino - Monte Livata              | 155,0 | Eddy Merckx        | Eddy Merckx        |
| 3ª    | 14 de marzo | Subiaco - Tortoreto Lido              | 247,0 | Roger de Vlaeminck | Roger de Vlaeminck |
| 4ª    | 15 de marzo | Tortoreto - Civitanova Marche         | 184,0 | Roger de Vlaeminck | Roger de Vlaeminck |
| 5ª A  | 16 de marzo | S.B del Tronto - S.B del Tronto       | 81,0  | Rik van Linden     | Roger de Vlaeminck |
| 5ª B  | 16 de marzo | S.B del Tronto - S.B del Tronto (CRI) | 18,0  | Roger de Vlaeminck | Roger de Vlaeminck |

## Clasificaciones finales

### General
| Posición | Ciclista                 | Equipo    | Tiempo      |
| -------- | ------------------------ | --------- | ----------- |
| 1        | Roger de Vlaeminck       | Brooklyn  | 23h 39' 13" |
| 2        | Eddy Merckx              | Molteni   | + 53"       |
| 3        | Gianbattista Baronchelli | Scic      | + 1' 36"    |
| 4        | Francesco Moser          | Sanson    | + 1' 53"    |
| 5        | Giancarlo Bellini        | Brooklyn  | + 2' 05"    |
| 6        | Wladimiro Panizza        | Scic      | + 2' 43"    |
| 7        | Felice Gimondi           | Bianchi   | + 3' 01"    |
| 8        | Roberto Poggiali         | Sanson    | + 3' 26"    |
| 9        | Franco Bitossi           | Zonca     | + 3' 27"    |
| 10       | Giuseppe Perletto        | Magniflex | + 3' 46"    |